# Tecnologia disruptiva

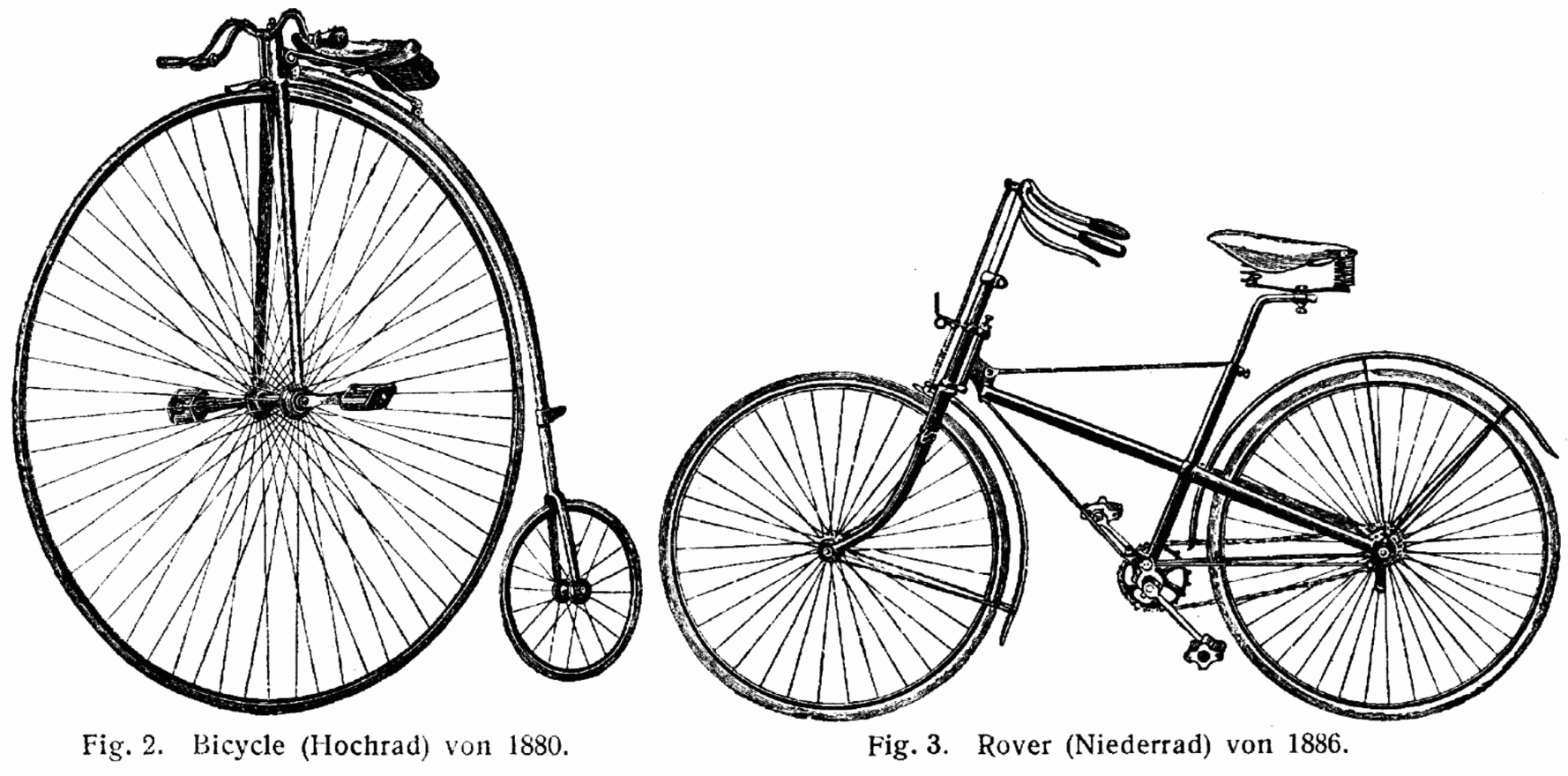
Diagramas da evolução das bicicletas

Tecnologia disruptiva ou inovação disruptiva é um termo que descreve a inovação tecnológica, produto, ou serviço, com características "disruptivas", que provocam uma ruptura com os padrões, modelos ou tecnologias já estabelecidos no mercado. O termo é uma tradução literal do conceito inglês «disrupt» e significa "interromper", "deruir" ou "desmoronar" ou "aquilo que "interrompe o curso normal", cria uma descontinuidade (estudiosos da língua portuguesa sugerem que sua tradução mais adequada seria "tecnologia diruptiva"). O termo se popularizou entre os jovens empreendedores do Vale do Silício e foi apropriado pelas estratégias de marketing e publicidade. Atualmente é usado para promover produtos ou serviços considerados inovadores nos mais variados sentidos.
Nem todas as inovações são disruptivas, mesmo que sejam revolucionárias. Os primeiros automóveis, no final do século XIX, por exemplo, eram uma grande inovação - todavia eram itens caros e luxuosos, pouco acessíveis, e não impactaram o mercado de transportes baseado em tração animal que existia na época. Esse mercado foi transformado apenas em 1908, com a chegada do Ford Model T. A produção em massa de automóveis, com custos mais baixos, foi uma inovação disruptiva e gerou impactos profundos, alterando os padrões de locomoção urbana.
As invenções disruptivas são uma minoria quando comparadas com outros tipos de inovações introduzidas no mercado. Elas não podem ser confundidas com o aperfeiçoamento de tecnologias existentes - estes sim são processos bastante comuns em termos de desenvolvimento tecnológico. Pode-se comparar a inovação disruptiva, grosso modo, a uma mudança de paradigma: Thomas Kuhn já apontava, na década de 1960, que a ciência ordinária vai produzindo uma série de conceitos, ideias, revisando antigos conceitos e criando um contexto favorável para que, num dado momento, uma revolução científica possa surgir e rearticular o campo do conhecimento. No caso das inovações tecnológicas há um processo similar. As tecnologias são constantemente aprimoradas, surgem novas aplicações, novos materiais e, num dado momento, uma empresa ou uma pessoa empreendedora reorganiza os elementos e propõe uma maneira diferente, mais simples e eficaz de fazer as coisas, modificando a maneira como aquilo era realizado até então. Os exemplos de tecnologias disruptivas são raras.
Ocasionalmente, uma tecnologia aprimorada (e não disruptiva) passa a dominar um mercado existente, seja preenchendo um espaço que os modelos antigos não conseguiam atender, ou seja por um processo de escalada, começando com um produto mais barato com performance inferior que, através de aperfeiçoamentos, finalmente acaba por deslocar os líderes do mercado (como as câmeras digitais substituindo as câmeras por filme). Uma tecnologia evolucionária melhora a performance de produtos já estabelecidos, geralmente de forma incremental. Por contraste, uma tecnologia "disruptiva" introduz produtos com novas características. Este é o tipo de inovação que mais frequentemente substitui o modelo vigente no mercado.

## História e uso do termo
O termo "tecnologia disruptiva" tem sido usado como sinônimo de "inovação disruptiva", mas há quem considere o último mais adequado, pois uma disrupção do mercado não é causada diretamente pela tecnologia, e sim pelo modo como ela é aplicada. O termo "tecnologia disruptiva" foi cunhado por Clayton M. Christensen, professor da Harvard Business School. Foi apresentado primeiramente no artigo "Disruptive Technologies: Catching the Wave", de 1995, escrito em coautoria com Joseph Bower. O texto era um artigo de divulgação científica, voltado ao público executivo, e não um artigo acadêmico stricto sensu.
Em seu livro de 1997 intitulado "The Innovator's Dilemma" ele se aprofunda na descrição do termo. Nesse livro, Christensen compara o caso da indústria de disquetes e CDs, cujas transformações foram extremamente rápidas, à indústria de equipamentos de escavação, na qual a tecnologia hidráulica lentamente substituiu os cabos e guindastes.
Posteriormente, Christensen lançou "The Innovator's Solution", em coautoria com Michael E. Raynor. O autor passa a adotar o termo "inovação disruptiva", por reconhecer que poucas tecnologias são de fato disruptivas ou sustentadoras - categorias que descreveu em sua proposta teórica. É a estratégia ou modelo de negócios que a tecnologia aciona que cria o impacto disruptivo.
O conceito de tecnologia disruptiva dá sequência a uma longa tradição de estudos sobre a relação entre inovação e mudanças técnicas radicais, e fundamenta o desenvolvimento de ferramentas para seu gerenciamento em níveis corporativos e políticos.

## A Teoria

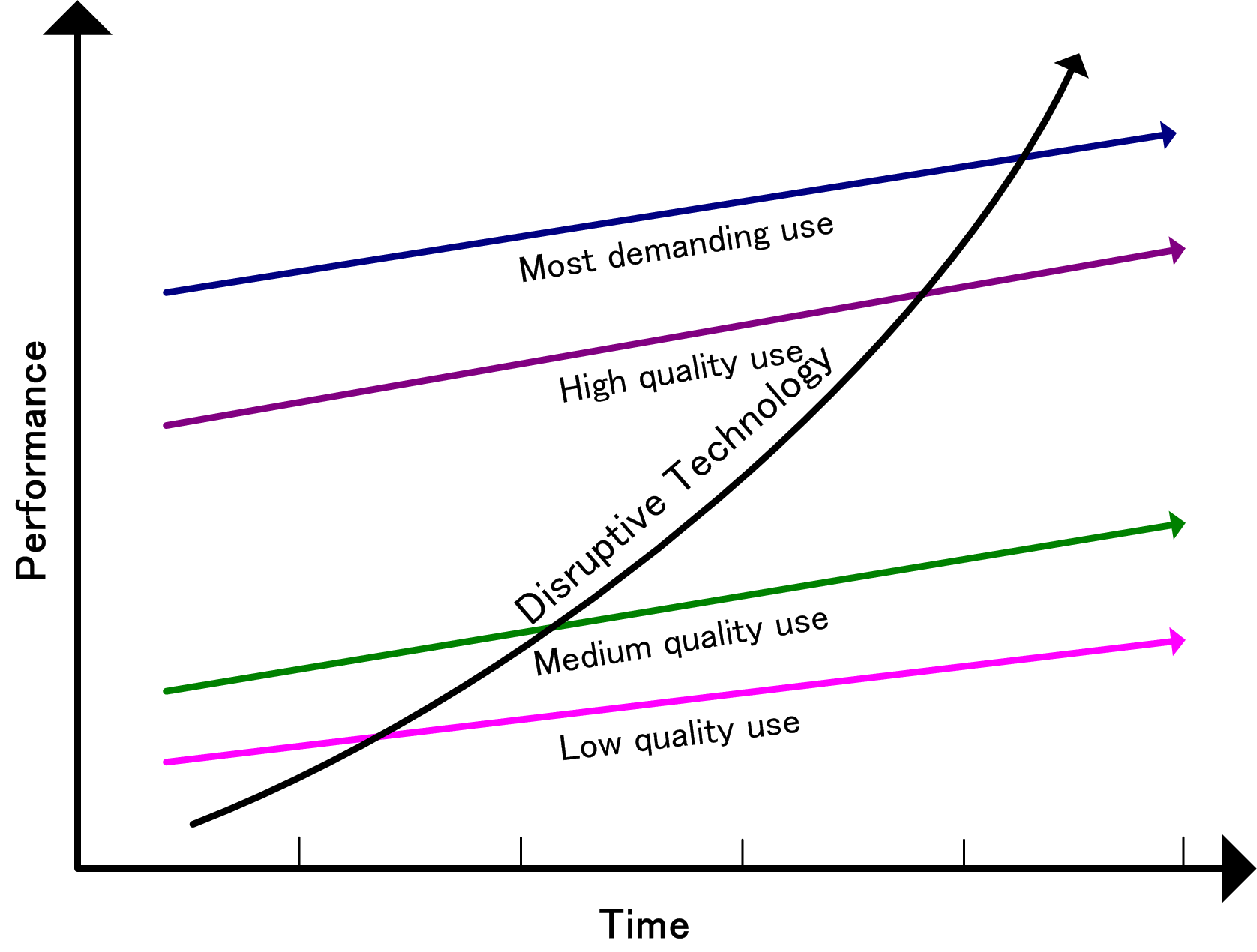
Gráfico representando a Tecnologia disruptiva.

No livro "The Innovator's Dilemma", Christensen propõe a existência de inovações tecnológicas "sustentadoras" e "disruptivas".
Uma inovação "sustentadora" (do termo sustaining, em inglês) não afeta de maneira significativa os mercados existentes. Ela pode ser "evolutiva", aprimorando um produto já existente a partir das expectativas do consumidor; e também pode ser "revolucionária", radical, por apresentar uma tecnologia inesperada e nova - que ainda assim não transforma o mercado por ser exclusiva, inacessível, ou até mesmo por criar um novo nicho, antes inexistente.
Uma inovação "disruptiva", por sua vez, suplanta o mercado existente, reconfigurando suas dinâmicas ou criando novos - e acontece geralmente de modo inesperado. Ela fornece um novo conjunto de valores e desloca os produtos, empresas e arranjos líderes ou já consolidados.
Christensen também distingue a disrupção de baixo espectro, que mira consumidores que não necessitam de total performance (valorizada pelos clientes dos mercados de alto espectro), da "disrupção de novo mercado", que mira consumidores que possuem necessidades previamente não servidas pelos incumbentes existentes.
"Disrupção de baixo espectro" ocorre quando a taxa em que os produtos melhoram excede a taxa em que os clientes podem adotar a nova performance. Então, em algum ponto a performance do produto excede as necessidades do cliente de algum segmento. Neste ponto, uma tecnologia disruptiva pode entrar no mercado e prover um produto com uma performance mais baixa que o incumbente, mas que excedem o requerimento de alguns segmentos, então ganhando solidez no mercado.
Na disrupção de baixo espectro, o disruptor é focado inicialmente em servir o cliente com menor liquidez, que está feliz com um produto que é apenas bom o suficiente. Este tipo de consumidor não está disposto a pagar preços altos por melhorias na funcionalidade de algum produto. Quando o disruptor já ganhou solidez o suficiente com este segmento de cliente, ele procura melhor sua margem de lucro. Para conseguir melhores margens, o disruptor necessita entrar num segmento em que o cliente está disposto a pagar um pouco mais por uma melhor qualidade. Para garantir esta qualidade a seu produto, o disruptor precisa inovar. O incumbente não irá fazer muito para segurar sua fatia neste mercado porque não apresenta liquidez o suficiente, e irá se mover para cima no mercado e se focar em clientes mais atrativos. Depois de vários desses encontros, o incumbente é esmagado em mercados menores em que ele costumava servir. E a tecnologia disruptiva irá satisfazer as demandas dos seguimentos com maior liquidez, jogando a companhia estabelecida para fora do mercado.
A disrupção de novo mercado ocorre quando um produto que se encaixa em novos ou emergentes seguimentos do mercado que não é servido pelo incumbente existente na indústria. O sistema operacional Linux quando foi introduzido tinha performance inferior aos outros sistemas operacionais como Unix e Windows NT. Mas Linux era muito mais barato, e depois de anos de melhorias, ele ameaça deslocar os líderes dos sistemas comerciais Unix.

## Comparação de inovações disruptivas
| Inovação Disruptiva        | Tecnologia deslocada ou marginalizada                                              | Notas |
| -------------------------- | ---------------------------------------------------------------------------------- | --- |
| Escavadeira hidráulica     | Escavadeira operada por cabos                                                      | Escavadeiras hidráulicas eram claramente inovativas na época de sua introdução no mercado, mas ganharam aceitação apenas décadas depois. Porém, escavadeiras a cabo ainda são utilizadas em alguns casos, como escavações de grande porte. |
| Pequenas produtoras de aço | Produtoras de aço integradas verticalmente                                         | Utilizam em sua maior parte metais velhos localmente disponíveis e as fontes de energia podem ser de custo baixo mesmo não sendo grandes. |
| Editoração eletrônica      | Editoração tradicional                                                             | Os primeiros sistema de editoração eletrônica não conseguiam atingir os sistemas profissionais high-end nem em funcionalidade nem em qualidade. Porém, eles reduziram os custos de entrada nos negócios de editoração, e a economia de escala eventualmente acionou eles a passar as funcionalidades dos sistemas profissionais dedicados de editoração. |
| Fotografia digital         | originalmente, fotografia instantânea, agora todas as formas de fotografia química | Câmeras digitais antigas sofriam com baixa qualidade de imagem e resolução, além de baixa velocidade de captura. Qualidade e resolução não são mais problemas, e a velocidade de captura melhorou consideravelmente. A conveniência de pequenos cartões de memória e discos rígidos portáteis que podiam armazenar centenas de milhares de fotos, além de não ter que passar pelo processo de revelação, ajudaram a deslocar as câmeras químicas, aos poucos, para fora do mercado ou para nichos. |
| Microcomputadores          | Mainframes                                                                         | Apesar dos mainframes terem conseguido sobreviver em alguns nichos de mercado, os minicomputadores foram extintos. |
| PC                         | Minicomputadores, Workstation                                                      | Workstations ainda existem, mas estão cada vez mais sendo montados com peças de sistemas PC high-end, ao ponto que a distinção está começando a ficar difícil. |
| Computador portátil        | Computador de mesa                                                                 | Os computadores laptop foram criados para serem utilizados em aviões. Por boa parte de sua história eles tinham menor performance, mas eles estão se igualando e o preço caindo, com o uso aumentando consideravelmente. |
| Mosquete                   | Flechas e a unidade militar de cavaleiros                                          | Apesar de que os primeiros mosquetes tinham baixa taxa de tiros, distância, precisão e confiabilidade, que os arcos, as armas de fogo acionaram essencialmente qualquer um a se tornar um soldado efetivo com muito pouco treino. Por comparação, arcos requeiram anos de treino para conseguir uma performance aceitável. |
| Barco a vapor              | Barco a vela                                                                       | Os primeiros barcos a vapor eram utilizados em águas continentais, onde os barcos a vela eram menos efetivos, em vez das rotas marítimas com altas taxas de lucros. |
| Telefones                  | Telegrafo                                                                          | Quando a Western Union se negou a comprar as patentes do telefone de Alexander Graham Bell por apenas $100,000, seu mercado era de telégrafos de grande distância a altos custos. Telefones somente eram úteis para ligações locais. |
| Papel                      | Pergaminho                                                                         | Papel era significativamente mais barato que pergaminhos. |
| Automóveis                 | Transporte por trilhos                                                             | Ao inicio do século XX, trilhos eram a maneira preferível para transporte tanto de carga como de pessoas até mesmo dentro de cidades. Hoje os automóveis são onipresentes, apesar que trilhos ainda são a maneira mais efetiva para transporte de grandes quantidades de carga bruta. |
| Impressora                 | Impressão offset                                                                   | Impressão offset possui um alto custo de operação, mas um menor custo de unidade produzida, além de qualidade superior. Mas as impressoras, principalmente a laser, tem aumentado a velocidade e qualidade, e agora são utilizadas em algumas publicações de baixa escala. |
| Plástico                   | Metal, madeira, vidro, etc.                                                        | Baquelite e outras formas de plásticos antigas tinham uso bastante limitado, suas vantagens eram apenas baixa condutividade para isolamento elétrico e baixo custo. |
| Míssil                     | Artilharia                                                                         | Sistemas antigos de mísseis, como o Congreve rocket, não eram confiáveis, e experimentais. Mas eles tinham vantagens, como nenhum recoil, e pequenas unidades de lançamento. Sistemas de controle tornaram os mísseis em ferramentas mais eficientes, e transformaram as peças de artilharia praticamente obsoletas em terra, água e mar. Artilharia ainda possui munição mais barata e melhor precisão, mas sistemas modernos dependem de mísseis para ataques a longa distância. |
| Televisão                  | Cinema                                                                             | Os primeiros canais de televisão eram apenas noticiosos, e começaram substituindo os rolos de notícias. Então a televisão começou com novelas, pequenas animações e dramas de baixo custo. Os cinemas perderam muita de sua audiência, e então passaram a se concentrar em filmes de grande orçamento. Atualmente os filmes da TV estão com o orçamento bem próximos dos de cinema. Também a performance dos sistemas de televisores tem aumentado. Hoje em dia os cinemas sobrevivem do atraso artificial dos lançamentos em filme de DVD e da venda de produtos para os espectadores.                     |
| LED                        | Bulbo de luz                                                                       | Luz com utilização de LEDs é a maior revolução no setor de iluminação desde de 1879 quando Thomas Edison transformava o invento da lâmpada incandescente em algo comercializável. De lá pra cá, pouco mudou nessa tecnologia que hoje é utilizado em grande escala no mundo. Sem dúvida o LED continuará sendo uma tecnologia utilizada nos próximos 100 anos como solução de iluminação, essa lâmpada chega a economizar 90% de energia e durar mais de 20 vezes o tempo de vida de uma lâmpada incandescente. Sem dúvida veio para ficar, pois não faz mais sentido utilizar outro sistema de iluminação. |
| Download de mídia digital  | CDs, DVDs                                                                          | Tanto as indústrias de filmes quanto de músicas veem o P2P como uma ameaça bem real a sua existência. |

Não são todas as tecnologias promovidas como disruptivas que prosperam como seus proponentes esperavam. Porém, algumas destas tecnologias estão a poucos anos no mercado e seu destino final ainda não foi determinado.
Exemplos de tecnologias promovidas como disruptoras:
- ebook vs. papel, assim como outras maneiras de distribuição de contendo por download em vez de mídia física (DVDs).
- VoIP vs. telefone tradicional e serviços de celular.
- Web TV vs emissoras convencionais.

## Implicações nos negócios
Tecnologias disruptivas não são sempre disruptivas para o cliente, e às vezes levam um grande tempo para elas serem disruptivas o suficiente para as companhias estabelecidas. Elas são, às vezes, difíceis de serem reconhecidas. De fato, como Christensen mostra e estudos provaram, é inteiramente racional para companhias incumbentes ignorar tecnologias disruptivas, já que elas se comparam tão mal com os produtos existentes, junto com seu pequeno mercado consumidor, se for posta de junto com as tecnologias estabelecidas.
Mesmo se uma tecnologia disruptiva seja reconhecida, os negócios existentes podem ser relutantes em tirar vantagem dela, já que isto implica competir com seus produtos existentes e com maior liquidez. Christensen recomenda que as firmas existentes vejam estas inovações, invista em pequenas firmas que talvez adotem estas inovações, e continuem a avançar com as demandas tecnológicas de seu mercado principal, para a performance continuar acima do que as tecnologias disruptivas podem alcançar.